# Prinz Benasir und die Prinzessin von China

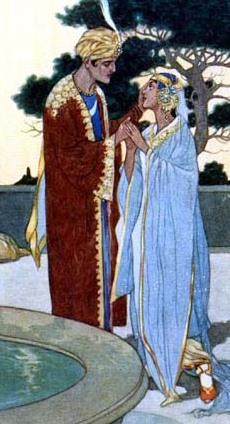
Prinz Benasir und die Prinzessin von China. Bild: René Bull (1872–1942)

Prinz Benasir und die Prinzessin von China, auch Die Geschichte von Prinz Benasir, ist eine Erzählung aus den Geschichten aus Tausendundeiner Nacht. In der Arabian Nights Encyclopedia wird sie als ANE 429 gelistet.
In der Geschichte muss der Königssohn Benasir nach China fliehen, wo er sich in die hübsche Tochter des Kaisers von China verliebt. Doch schon bald werden beide von dem Grund für Benasirs Flucht eingeholt, wobei die Prinzessin zur Heldin aufsteigt.

## Handlung

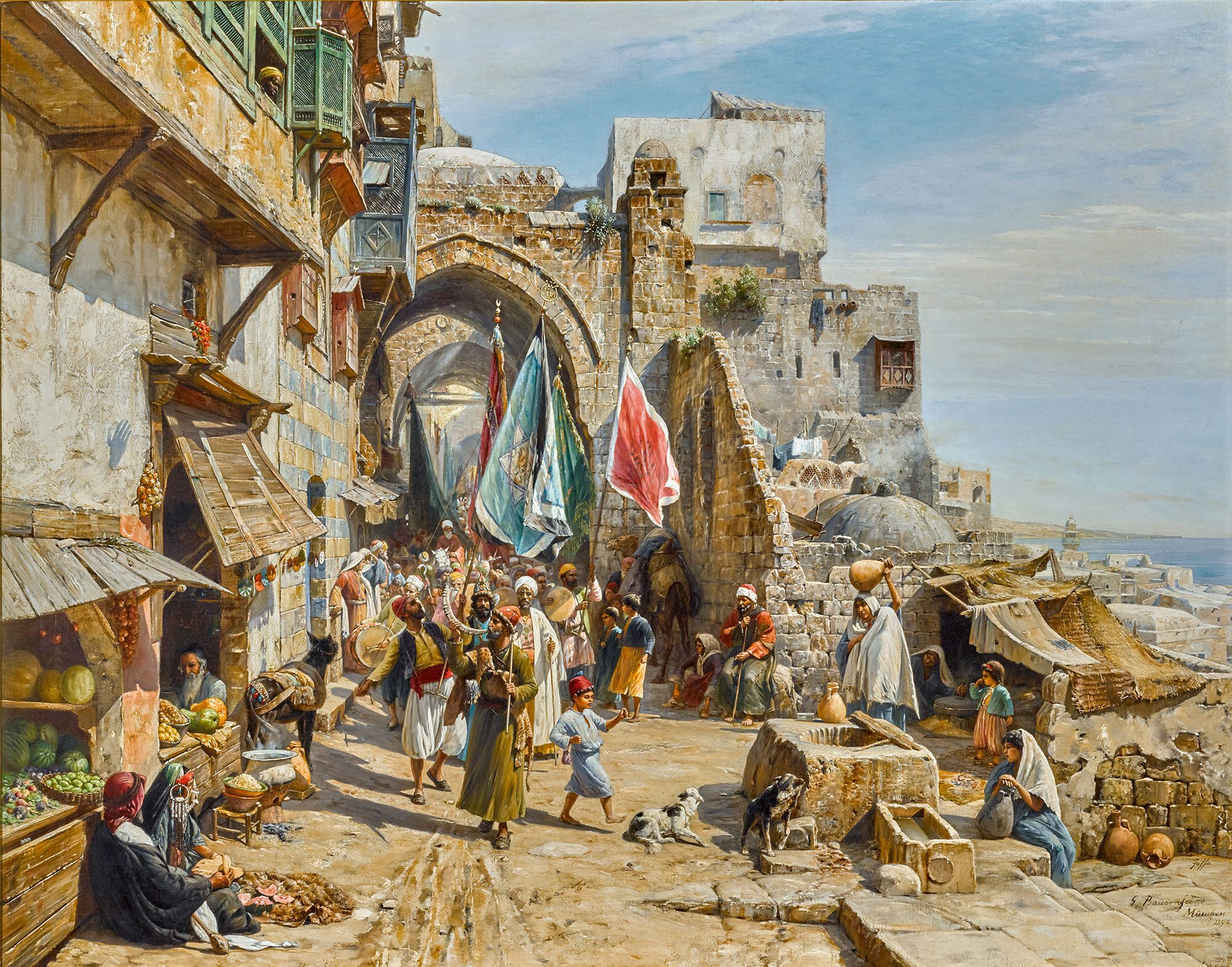
Orientalische Straßenszene. Orientalismus-Gemälde von Gustav Bauernfeind (1848–1904).

Einst lebte in Persien ein König, der lange auf Kinder verzichten musste. Eines Tages wurde seine Gattin schließlich doch schwanger, doch als die Zeit der Niederkunft kam und die Wehen einsetzten, konnte sie nicht richtig entbinden. Die Ärzte des Königs erklärten, dass sie entweder nur die Mutter oder das Kind würden retten können. Doch dann erschien ein Mann, der verkündete, er könne das Kind retten, doch er forderte das Kind ein, wenn es achtzehn Jahre alt wäre. Der König sträubte sich zunächst, doch als der Wesir ihm zuriet, entschied er sich der Forderung zuzustimmen, auch wenn er insgeheim den Unbekannten später hintergehen wollte. So half der Unbekannte und rettete Mutter und Kind. Das Königspaar wurde Eltern eines gesunden und schönen Jungen, dem sie den Namen Benasir gaben.
Benasir wuchs heran und erreichte bald den Zustand der Jugend. Seine Eltern fürchteten den Tag, da der Fremde wiederkehren würde, um Benasir mit sich zu nehmen. Um dem zu entgehen, beschlossen sie ihren Sohn an einen fernen Hof fortzuschicken und so entsandten sie ihn an den Hof des Kaisers von China, wo er wie dessen eigener Sohn aufgenommen wurde; tatsächlich tat der Kaiser sogar gegenüber Benasir so, als sei dieser in Wahrheit sein leiblicher Sohn, den er einst nur selbst an den Königshof von Persien geschickt hatte. Der Kaiser selbst hatte Söhne und eine bildschöne Tochter, die zusammen mit Benasir in geschwisterlicher Verbundenheit aufwuchsen.
Mit fortschreitender Jugend begann Benasir für seine vermeintliche Schwester jedoch Gefühle zu entwickeln, die immer stärker wurden und ihn nahe an die Sünde des vermeintlichen Inzest brachten. Um dies zu verhindern, erzählte er dem chinesischen Kaiser schließlich von seinen Gefühlen und bat darum fortgeschickt zu werden, damit die Lust ihn nicht übermanne, doch der Kaiser lehnte vergnügt ab und befahl Benasir am Hofe zu bleiben, da er insgeheim ihn mit seiner Tochter später vermählen wollte. Schließlich konnte Benasir gegenüber seiner Schwester seine Liebe nicht mehr geheim halten und er stellte fest, dass auch sie so für ihn, ihren vermeintlichen Bruder, empfand. Von diesem Tage an verpassten sie keine Gelegenheit zusammen zu sein und ihre Liebe wuchs.
Schließlich kam der achtzehnte Jahrestag der Niederkunft der Königin von Persien und Geburt von Benasir und wie befürchtet kam der Fremde zurück an den Königshof und forderte Benasir ein. Zunächst behauptete das Königspaar, ihr Sohn sei kurz nach der Geburt verstorben, doch der Fremde wusste sogar, dass Benasir in China am Hofe des Kaisers wars. Der König bat, dass sein Sohn verschont würde und bot dem Fremden sein halbes Reich an, doch dieser beharrte auf dem Versprechen. Als der König keinen Ausweg mehr sah, wollte er den Fremden festnehmen, doch der verwandelte sich in einen Adler und flog aus dem Palast hinaus.
Der Fremde flog in Gestalt des Adlers nach China und gab sich wieder in Menschengestalt als Abgesandter aus Persien aus, wodurch er sogleich vorgelassen wurde und Benasir wurde befohlen mit ihm nach Persien zurückzukehren. Schweren Herzens nahm er von seiner Geliebten und seiner Zweitfamilie Abschied. Als Benasir erklärte, wie sehr er seine vermeintliche Schwester liebte, versprach ihm der Abgesandte, dass er ihn mit ihr wieder vereinen werde. In Gestalt des Adlers flog er zum Palast, packte die Prinzessin mit seinen Klauen und entführte sie zu Benasir. Dieser war froh mit ihr wieder vereint zu sein, doch die Prinzessin wollte nach China zurück, was der Abgesandte verneinte. Nun verwandelte er sich wieder in einen Adler und flog mit den beiden an die Küste Nordafrikas in das Gebirge bei Tunis (das Tell-Atlas-Gebirge). Dort legte er sie auf der Erde nieder und sprach einen Zauberspruch, woraufhin sich die Erde öffnete und einen unterirdischen Gang freilegte und sich sogleich wieder über den dreien schloss und sie nun gefangen hielt.

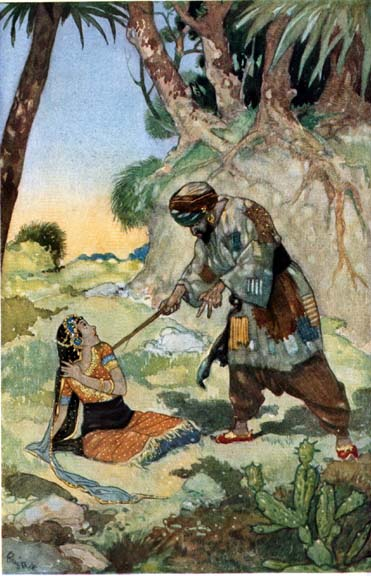
Der böse Geist bedroht die Prinzessin. Bild: René Bull (1872–1942)

Der Abgesandte war ein böser Geist und führte zunächst die weinende und sich sträubende Prinzessin hinab, dann brachte er auch Benasir die Gänge hinunter in ein Gemach, wo sich ein alter, ekelhafter Greis befand, bei dem es sich um den Vater des bösen Geistes handelte. Nun musste Benasir, getrennt von seiner Geliebten, der Prinzessin, dem Alten als Sklave dienen. Die Prinzessin führte der böse Geist tiefer in seinen unterirdischen Palast, wo sie fortan leben sollte, ohne aber gegenüber dem Geist je ihren Geliebten Benasir zu erwähnen. Die Prinzessin war jedoch klug genug und leugnete, dass sie gegenüber Benasir etwas anderes empfinde, als die natürliche Liebe zwischen Geschwistern. Einige Tage vergingen, die die Prinzessin in ihrem neuen Palast nur mit einer Alten verbrachte, als der Geist zurückkehrte und die Prinzessin ihn nach dem Grund für ihre Entführung fragte. Da eröffnete der Geist ihr, dass er von Leidenschaft zu ihr ergriffen worden war, als Bensair sie ihm gegenüber beschrieben hatte. Auch wollte er sehen, wie Benasir unter dem Schmerz der Trennung von ihr litt. Die Prinzessin erkannte die Gefahr, in der sie schwebte, und sah doch darin die Gelegenheit zu ihrer Befreiung.
Der Geist eröffnete ihr, dass sie sich frei bewegen dürfe und gab ihr alle Schlüssel für die Türen des unterirdischen Palastes, doch verbot er ihr zwei bestimmte Türen zu öffnen – eine davon war die zu Benasir. Die Prinzessin begann das Schloss zu erkunden und öffnete alle ihr erlaubten Türen. Dabei fand sie eine große Bibliothek vor. Da sie sehr belesen war, hoffte sie in der Bibliothek den Schlüssel für ihre und die Rettung von Benasir zu finden und verbrachte erst Tage, dann Wochen, dann Monate damit zu, in der Bibliothek nach irgendetwas zu suchen, dass für ihre Rettung hilfreich sein konnte. Schließlich wurde sie fündig und entdeckte mit Entsetzen, welches Schicksal Benasir bevorstand: Der Geist konnte das Leben seines gebrechlichen Vaters nur verlängern, indem er Menschenopfer darbrachte. Sie zweifelte nicht daran, dass der Geist Benasir bald opfern würde oder es sogar schon getan hatte.
Verzweifelt suchte die Prinzessin nach weiteren Informationen, um hinter das Geheimnis des bösen Geistes zu kommen, und schließlich wurde sie in der Bibliothek erneut fündig. In einem Buch entdeckte sie das Geheimnis, dass auf einem Säbel das Todesurteil des Geistes geschrieben war. Sie zweifelte nicht, dass sich der Säbel irgendwo im Schloss befand, und als der Geist das nächste Mal zu ihr kam, verdoppelte sie gegenüber ihm ihre Liebkosungen. Der Geist begehrte sie schon derart, dass er ihr nichts abschlagen konnte, und so erfüllte er ihren Wunsch und zeigte ihr den Säbel. Als sie ihn in der Hand hielt, holte sie aus, um den Geist zu erschlagen, doch er warf sich ihr zu Füßen und bat um Gnade. Daraufhin fragte sie, was aus Benasir geworden sei, und sie fand ihn verzweifelt vor, da ihm verkündet worden war, dass er übermorgen geopfert werden würde. Als die Prinzessin dies vernahm, schlug sie dem Geist den Kopf ab.

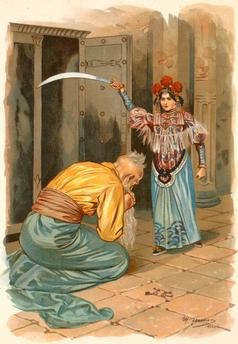
Die Prinzessin von China bedroht den bösen Geist. Bild: Max Flashar, 1892.

Sofort verschwand der unterirdische Palast, und die Prinzessin und Benasir befanden sich wieder in der Talschlucht, wohin sie der Geist einst entführt hatte. Nach einer Reise über Land schifften sie sich schließlich nach Persien ein, wo Benasir schließlich das Geheimnis seiner Herkunft erfuhr. Nun wollte er die Prinzessin heiraten, und als sie Kunde nach China schickten und Antwort erhielten, wurden die beiden miteinander vermählt.

## Hintergrund

### Textgeschichte
Der Text findet sich ausschließlich in der Edition von Max Habicht und folgt der erweiterten Galland-Ausgabe von Édouard Gauttier d'Arc (1822–1823), die wiederum auf ein arabisches oder persisches Manuskript aus dem Besitz von Louis-Mathieu Langlès zurückgehen könnte.

## Weiteres
In der Habicht-Edition (1824–1843), die vor dem Hintergrund damaliger gesellschaftlicher Konventionen und den Erwartungen eines vor allem an Kinder und Jugendliche gerichteten Werkes von den in Tausendundeine Nacht enthaltenen erotischen und sexuellen Beschreibungen weitgehend befreit ist, findet sich der Satz: „Als er (der Geist) wieder zu ihr kam, verdoppelte sie ihre Liebkosungen [...].“, womit deutlich wird, dass zwischen dem Geist und der Prinzessin eine amouröse, sexuelle Beziehung besteht, wobei der Text darüber schweigt, ob es sich seitens der Prinzessin um eine 'freiwillige' Beziehung handelt oder sie – vergleichbar mit dem ebenfalls versklavten Benasir – im Status einer Sklavin zu den sexuellen Handlungen gezwungen wird.
Obgleich die Geschichte nach Benasir benannt ist, ist er in seiner Rolle äußerst passiv, während die Prinzessin von China im Laufe der Geschichte von einer Neben- zur eigentlichen Hauptfigur und Heldin wird.

## Ausgaben
- Max Habicht: Tausend und eine Nacht – Arabische Erzählungen, F.W. Hendel Verlag, Leipzig 1926, 12 Bände (Erstausgabe 1824–1843, Breslauer Edition und Tunesische Handschrift), Band 9, S. 113–127.